# Auguste Reymond (relojes)
Auguste Reymond SA es una empresa relojera independiente suiza. Fundada por Auguste Reymond (1872-1946) en 1898, actualmente tiene su sede en Nidau, en el Macizo del Jura. La firma produce relojes de las marcas Auguste Reymond y ARSA.

## Historia

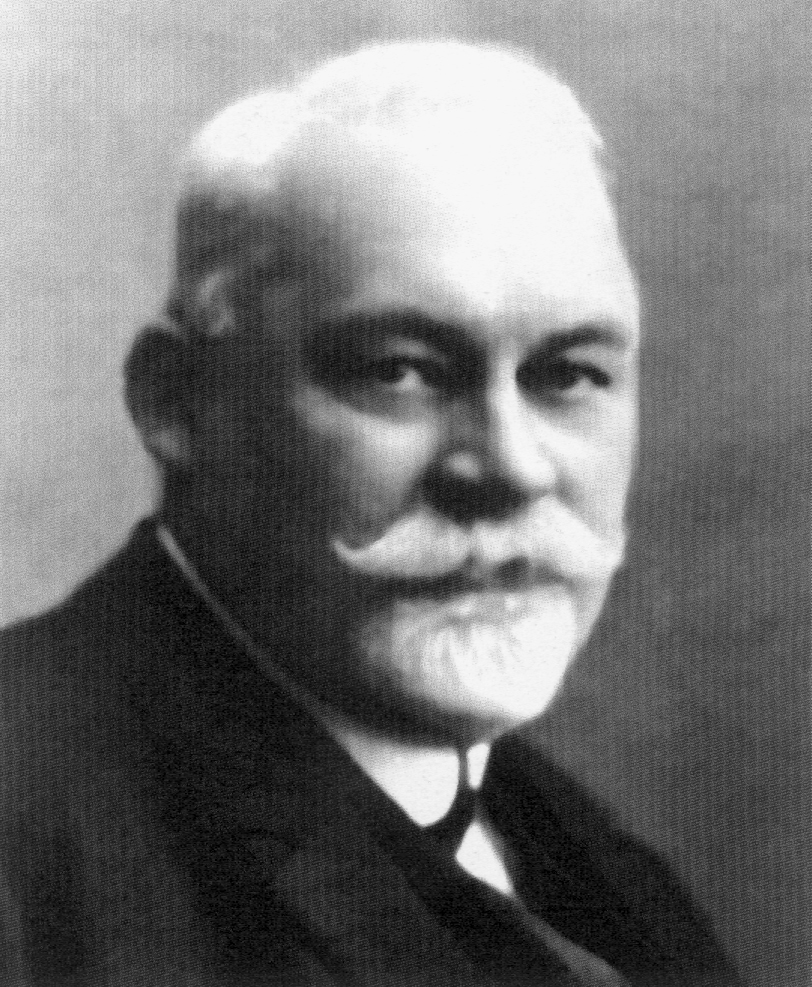
Auguste Reymond

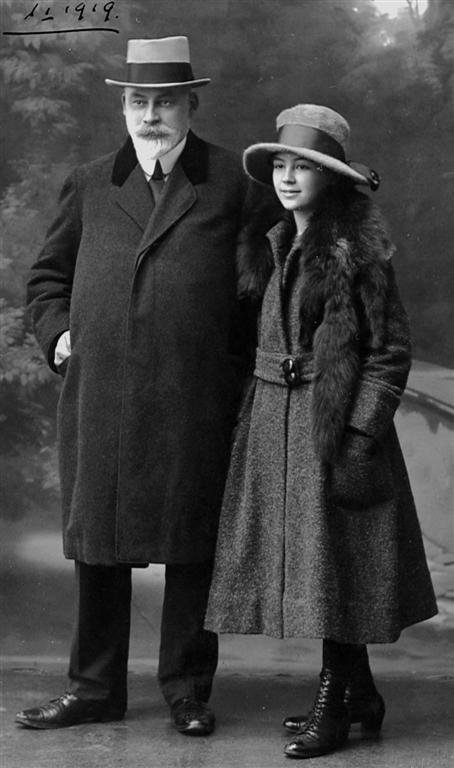
Auguste Reymond con su hija Lucie (1919)

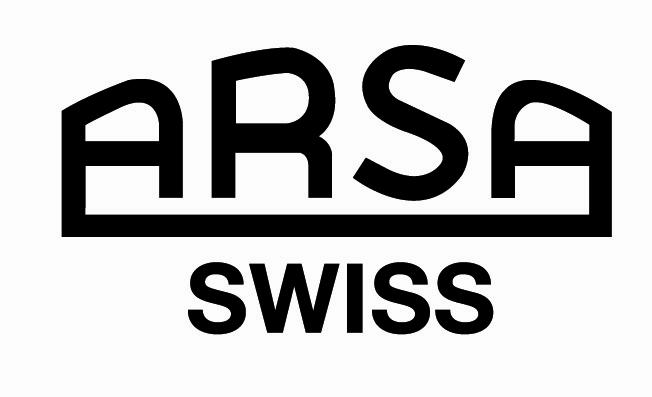
Logo de la empresa suiza ARSA

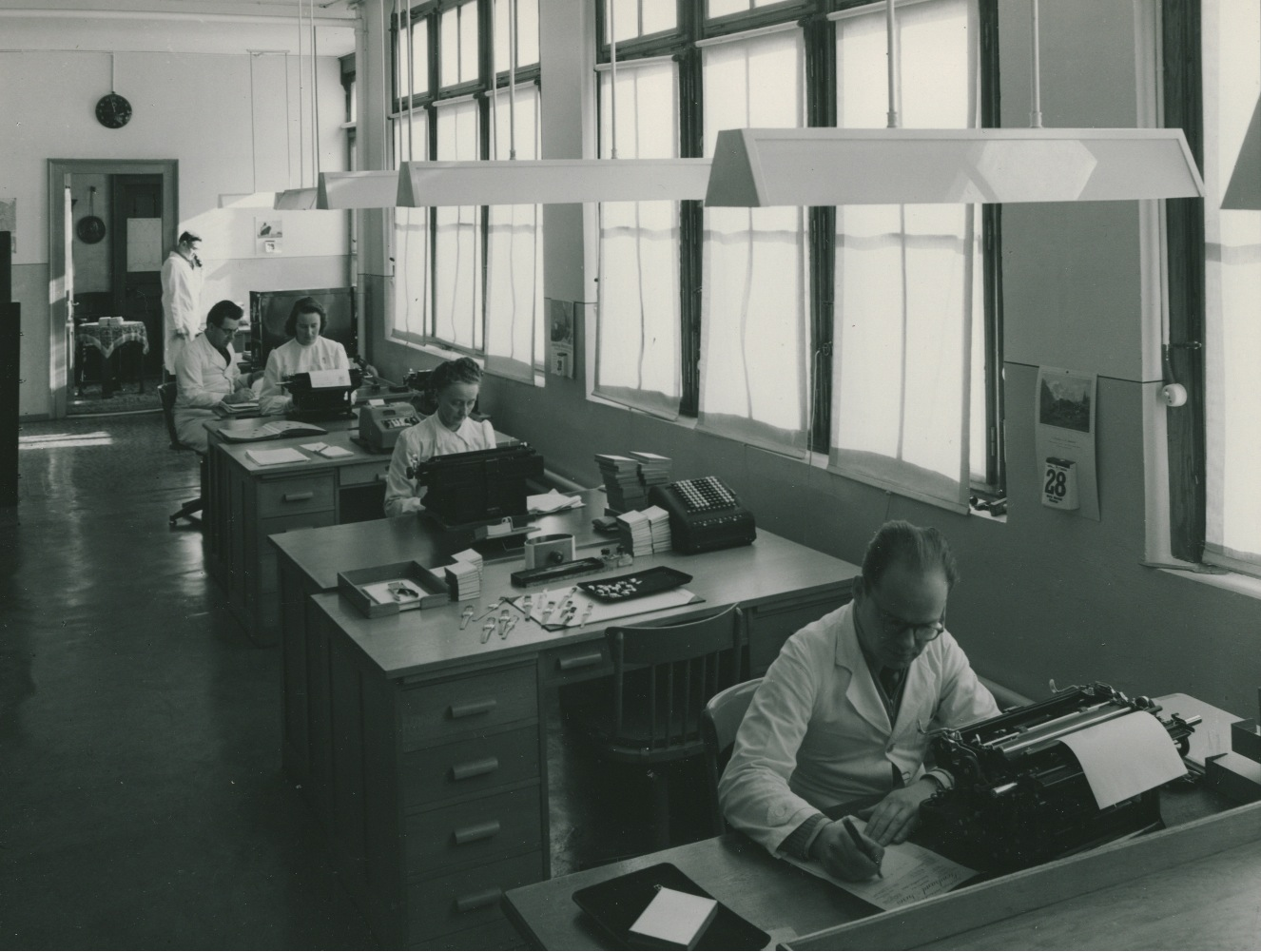
Administración de la empresa Auguste Reymond (1955)

En 1898, el empleado bancario Auguste Reymond, de 26 años, fundó su taller en Tramelan, en un local alquilado. Siete años más tarde, abrió su propio edificio empresarial en la misma localidad, en la calle Rue du Midi 9, con más de 100 empleados.
Para producir sus propios movimientos con el espíritu de una manufactura, construyó una fábrica en el Valle de Joux, donde se encuentran la mayoría de los fabricantes de relojes suizos. Para reforzar su propia producción fabril, compró la fábrica UNITAS de Tramelan en 1926.
En su apogeo antes de la Gran Depresión de 1929, la firma fabricaba relojes con la marca "ARSA" y movimientos con la marca "Unitas". Después de 1946 se hizo famosa, entre otras cosas, por un reloj para ciegos en braille. Thomas Loosli, propietario y director de la empresa relojera local Nitella SA la compró, y se convirtió en su director en 1989.
Al diversificar la empresa, la marca ARSA (de Auguste Reymond SA) se utilizó para sus relojes, mientras que la producción del ébauches se comercializó bajo las marcas ARSA y UNITAS. En 1931, la empresa se convirtió en la primera marca de relojes en unirse al grupo ASUAG ("Allgemeine Schweizerische Uhren AG"). Antes de la crisis del cuarzo en los años 1970, el fabricante de relojes contaba con 300 empleados y generaba unas ventas de más de quince millones de francos suizos. ASUAG se declaró insolvente y, junto con la asociación de empresas SSIH pasó a integrarse en el Grupo Swatch. En 1984, el entonces director y socio James Choffat compró la marca Auguste Reymond al grupo como parte de la fusión ASUAG/SSIH. La empresa es independiente desde entonces.
En 1989, Thomas Loosli se convirtió en director de la empresa. Loosli, licenciado en historia del arte y literatura francesa y amante del jazz, se encargó de reorientar la línea de productos de Auguste Reymond. Como resultado, en la década de 1990 se lanzaron algunas series pequeñas y limitadas de relojes mecánicos, algunos con movimientos de reloj de bolsillo cuidadosamente restaurados y refinados inspirados en los propios archivos de la compañía. Ejemplos de ello son la serie "Boogie", con los calibres de reloj de bolsillo Unitas 6325, Unitas 6425 y Unitas 6498, o la serie "Ballad", con el movimiento de cuerda manual Unitas 6580.
En 2012, Thomas Loosli se jubiló y cedió la empresa a Lorenz Aebischer, que había trabajado durante muchos años para empresas del Grupo Swatch, primero para Mido y después para Tissot. En 2019, Philip W. A. Klingenberg, propietario de Century Time Gems Ltd, compró Auguste Reymond. Como resultado, la producción de relojes Auguste Reymond se integró en la fábrica Century de Nidau, Suiza.

## Organización
La sede y los talleres de la empresa están localizados en la comuna suiza de Tramelan.